# Computer Modern
Computer Modern – rodzina krojów pisma opisana przez Donalda Ervina Knutha w języku METAFONT na potrzeby systemu TeX (oba również autorstwa Knutha) i w nim domyślnie używana. Rodzina jest odtworzeniem i rozszerzeniem fontu Modern Extended 8A zaprojektowanego w roku 1896 przez firmę  Lanston Monotype Company. Ta rodzina fontów, poczynając od XIX wieku, była powszechnie stosowana przy składaniu publikacji naukowych. Kroje te charakteryzują się wysokim kontrastem w zakresie grubości elementów (antykwa klasycystyczna).
Fonty Computer Modern, podobnie jak TeX w wersji 2, który powstał w tym samym czasie, mają kodowanie siedmiobitowe, co oznacza, że font może zawierać maksymalnie 128 znaków. TeX poczynając od wersji 3.0 pozwala na przetwarzanie zakodowanych ośmiobitowo manuskryptów i wykorzystanie fontów opisujących 256 znaków (z pewnymi ograniczeniami nawet więcej). W związku z tym powstały rozszerzenia zawierające znaki diakrytyczne i ułatwiające skład w językach, które takich znaków używają. Przykładem rozszerzeń są fonty EC, cm-unicode oraz Latin Modern autorstwa Bogusława Jackowskiego i Janusza M. Nowackiego.